# Eesergroen
Eesergroen (52° 53′ N, 6° 47′ L) é uma cidade dos Países Baixos, na província de Drente. Eesergroen pertence ao município de Borger-Odoorn, e está situada a 16 km, a noroeste de Emmen.
A área de Eesergroen, que também inclui as partes periféricas da cidade, bem como a zona rural circundante, tem uma população estimada em 150 habitantes.